# Ultramarr
Albums de Fred Fortin
Plastrer la lune
(2009)
Ultramarr est le cinquième album du musicien québécois Fred Fortin, paru le 18 mars 2016.

## Fiche technique

### Liste des chansons
Toutes les chansons sont écrites et composées par Fred Fortin.
| No  | Titre            | Durée |
| --- | ---------------- | ----- |
| 1.  | Oiseau           | 4:38  |
| 2.  | Douille          | 3:27  |
| 3.  | 10 $             | 3:46  |
| 4.  | Gratte           | 4:59  |
| 5.  | Tapis noir       | 2:24  |
| 6.  | Tête perdue      | 3:29  |
| 7.  | Grippe           | 3:07  |
| 8.  | L'Amour ô Canada | 2:18  |
| 9.  | Molly            | 4:15  |
| 10. | Ultramarr        | 2:25  |
| 11. | Tite dernière    | 1:21  |

L'édition vinyle comporte les chansons 1 à 5 sur sa face A, et les chansons 6 à 11 sur sa face B.

### Production et musiciens
- Fred Fortin – chant, guitares, basse, batterie électronique, synthétiseur
- Andrew Barr – batterie
- Brad Barr – guitare, piano
- Joe Grass – guitare, pedal steel, Dobro
- Sam Joly – batterie, percussions
- François Lafontaine – piano électrique Wurlitzer, harmonium, batterie électronique, synthétiseur
- Olivier Langevin – basse

- Pierre Girard – prise de son, mixage
- Martin Bureau – artwork